# اسماعیل سراج‌الدین
اسماعیل سراج‌الدین (انگلیسی: Ismail Serageldin؛ زادهٔ ۹ مهٔ ۱۹۴۴) کتابدار، اقتصاددان، استاد دانشگاه، و سیاستمدار اهل مصر است. مدیر مؤسس کتابخانه جدید اسکندریه است که در سال ۲۰۰۲ افتتاح شد. در حال حاضر، کتابخانه برجسته و عضو هیئت امنای کتابخانه اسکندریه است.
وی همچنین برندهٔ جوایزی همچون لژیون دونور (شوالیه) شده‌است.

## فعالیت
وی به عنوان رئیس یا عضو تعدادی از کمیته‌های مشاوره در زمینه‌های علمی، پژوهشی، علمی و بین‌المللی و تلاش‌های جامعه مدنی از جمله به عنوان همکار مرکز بین‌المللی نظامی گنجوی (NGIC) فعالیت می‌کند و در کمیته مشورتی جهانی،  گزارش علوم اجتماعی سال ۲۰۱۳ و ۲۰۱۶ و همچنین سناریوهای جهانی آب تحت حمایت یونسکو (۲۰۱۳) و شورای اجرایی دائرالمعارف زندگی (۲۰۱۰) و صندلی‌های شورای اجرایی کتابخانه دیجیتال جهانی (۲۰۱۰) فعالیت می‌کند. 

## آثار
سراج‌الدین تاکنون بیش از ۱۰۰ کتاب و تک نگاری و بیش از ۵۰۰ مقاله در موضوعات مختلف از جمله بیوتکنولوژی، توسعه روستایی، پایداری و ارزش علم برای جامعه منتشر کرده‌است. وی میزبان یک برنامه فرهنگی در تلویزیون مصر (بیش از ۱۳۰ قسمت) بوده است و یک سریال تلویزیونی Science به زبان عربی و انگلیسی تدوین کرده‌است. وی دارای مدرک لیسانس علوم مهندسی از دانشگاه قاهره و دارای مدرک کارشناسی ارشد و دکترا از دانشگاه هاروارد است و ۳۸ دکترای افتخاری دریافت کرده‌است.